# Liste der Mitglieder der American Academy of Arts and Sciences/1866
Im Jahr 1866 wählte die American Academy of Arts and Sciences 28 Personen zu ihren Mitgliedern.

## Neugewählte Mitglieder
- William Parsons Atkinson (1820–1890)
- John Montgomery Batchelder (1811–1892)
- George Bentham (1800–1884)
- Erastus Brigham Bigelow (1814–1879)
- James Elliot Cabot (1821–1903)
- Arthur Cayley (1821–1895)
- Alvan Wentworth Chapman (1809–1899)
- Charles Deane (1813–1889)
- Charles Eugène Delaunay (1816–1872)
- Hervé Auguste Étienne Albans Faye (1814–1902)
- Horace Gray (1828–1902)
- William Gray (1810–1892)
- Frederic Henry Hedge (1805–1890)
- Joseph Dalton Hooker (1817–1911)
- Asahel Clark Kendrick (1809–1895)
- Henry James Sumner Maine (1822–1888)
- Henry Mitchell (1830–1902)
- Ira Perley (1799–1874)
- Noah Porter (1811–1892)
- William John Macquorn Rankine (1820–1872)
- Isaac Ray (1807–1881)
- Stephen Preston Ruggles (1808–1880)
- Barnas Sears (1802–1880)
- Nathaniel Thayer (1808–1883)
- William Robert Ware (1832–1915)
- James Davenport Whelpley (1817–1872)
- James Clarke White (1833–1916)
- Henry Willard Williams (1821–1895)